# The ABCs of Death 2
The ABCs of Death 2 è un film horror del 2015. È il sequel di The ABCs of Death del 2012. Anche qui si tratta di un collage composto da 26 cortometraggi di 26 registi provenienti da diversi Paesi del mondo. A differenza del primo film, è stato distribuito anche in Italia.

## Trama
Anche qui la tematica centrale è la morte. Particolarità di questi cortometraggi è la lettera iniziale della morte. Unendoli tutti, si crea un ordine alfabetico, da cui il titolo.
- A is for Amateur (Principiante, diretto da E. L. Katz): Un killer a pagamento principiante viene assunto per eliminare un grosso spacciatore, ma commette una serie di errori che lo uccideranno.
- B is for Badger (Tasso, diretto da Julian Barratt): Un conduttore di documentari scientifici arrogante e narcisista viene sbranato sotto gli occhi della sua troupe da un tasso mutato dalle radiazioni della vicina centrale nucleare.
- C is for Capital Punishment (Pena Capitale, diretto da Julian Gilbey): La comunità di un piccolo villaggio inglese sta processando un uomo accusato di aver seviziato e ucciso una quattordicenne. Giudicato colpevole, viene portato in un bosco e condannato a morte tramite decapitazione.
- D is for Deloused (Rimosso, diretto da Robert Morgan): Un corto in stop-motion che racconta di un insetto gigante che aiuta un uomo a vendicarsi dei suoi mostruosi assassini.
- E is for Equilibrium (Equilibrio, diretto da Alejandro Brugués): Due naufraghi mettono a dura prova la loro amicizia quando il mare porta loro una bellissima naufraga.
- F is for Falling (Caduta, diretto da Aharon Keshales e Navot Papushado): Una paracadutista israeliana intrappolata su un albero viene trovata da un giovane ragazzo arabo. Dapprima lui vuole ucciderla, ma lei lo convince a liberarlo. Sarà questo gesto a portare entrambi alla morte.
- G is for Grandad (Nonno, diretto da Jim Hosking): Un uomo che vive con suo nonno da più di un anno è stufo dei modi e dello stile di vita antiquato del parente. Di conseguenza, il nonno è stufo della convivenza forzata con il nipote.
- H is for Head Games (Giochi Di Potere, diretto da Bill Plympton): Un bacio tra un uomo e una donna si trasforma in una lotta senza esclusione di colpi.
- I is for Invincible (Invincibile, diretto da Erik Matti): La matriarca centoventenne viene quasi uccisa in tutti i modi possibili dai suoi figli, in modo da dare a loro l'eredità.
- J is for Jesus (Gesù, diretto da Dennison Ramalho): Un giovane ragazzo gay viene rapito e torturato da due fanatici religiosi.
- K is for Knell (Rintocco Funebre, diretto da Kristina Buožytė e Bruno Samper): Una donna vede come un liquido nero trasforma la gente in crudeli assassini, alla fine, diventerà anche lei una killer.
- L is for Legacy (Unione, diretto da Lancelot Oduwa Imasuen): Un sacrificio per un rituale fallisce ed evoca un pericoloso demone che miete così vittime in una piccola tribù africana.
- M is for Masticate (Masticare diretto da Robert Boocheck): Un uomo corre per le strade di una città in mutande e aggredendo chiunque gli capiti a tiro. Viene ucciso da un poliziotto. Solo mezz'ora prima aveva assunto una droga chiamata "Droga del Cannibale", nota anche come "Sali Da Bagno".
- N is for Nexus (Nesso, diretto da Larry Fessenden): Un uomo che sta per incontrare la sua fidanzata per passare una notte di Halloween insieme, un tassista distratto con a bordo una donna nevrotica e un padre con suo figlio si troveranno coinvolti loro malgrado in un incidente stradale, che porterà alla morte dell'uomo e del bambino.
- O is for Ochlocracy (Mob Rule) (Olocrazia, diretto da Hajime Ohata): In un mondo parallelo, una donna viene processata da una giuria di zombie che hanno riacquistato l'intelligenza grazie a un vaccino che sebbene distrugge il corpo cambia gli zombie da sanguinari a tranquilli cittadini. La donna viene condannata a morte per uccisione di zombie, dopo essere stata accusata dalla propria figlia (divenuta anche lei uno zombie).
- P is for P-P-P-P SCARY! (P-P-P-P-PAURA! diretto da Todd Rohal): Un omaggio alle commedie in bianco e nero ed in particolare alle avventure de I tre marmittoni. Tre prigionieri evasi incontrano uno strano, inquietante uomo con un neonato in braccio, che ucciderà due dei detenuti.
- Q is for Questionnaire (Questionario, diretto da Rodney Ascher): Un uomo viene avvicinato da una donna a fare un test d'intelligenza. Man mano che risponde correttamente, si può vedere come il cervello dell'uomo venga asportato e trapiantato dentro un gorilla.
- R is for Roulette (Roulette, diretto da Marvin Kren): Due uomini e una donna giocano alla roulette russa in una cantina di una casa, durante la partita, la donna verrà uccisa.
- S is for Split (Divisi, diretto da Juan Martinez Moreno): Mentre è al telefono con suo marito, una donna viene brutalmente aggredita ed uccisa da un individuo mascherato (che in seguito ucciderà anche il suo figlio neonato). Sembrerebbe l'opera di uno psicopatico, ma la realtà è ancora più agghiacciante.
- T is for Torture Porn (Torture Porn, diretto da Jen e Sylvia Soska): Una donna viene trattata in modo misogino durante un'audizione per un film porno. Successivamente si vendicherà.
- U is for Utopia (Utopia, diretto da Vincenzo Natali): In un mondo abitato da persone fisicamente perfette, un uomo brutto e goffo viene circondato da queste ultime. Un robot della polizia lo porta dentro di sé, dove l'uomo muore carbonizzato, sotto gli occhi dei perfetti che hanno sorrisi sadici.
- V is for Vacation (Vacanza, diretto da Jerome Sable): Una videochiamata tra un ragazzo e la sua fidanzata diventa macabra, quando l'amico del ragazzo rivela che hanno fatto sesso con una ragazza e sua madre, i due ragazzi verranno brutalmente uccisi dalla donna, mentre la figlia di quest'ultima e la fidanzata di uno dei ragazzi, guardano con orrore.
- W is for Wish (Desiderio, diretto da Steven Kostanski): Un omaggio alle linee di pupazzi della Mattel, due ragazzini mentre giocano con i loro pupazzetti desiderano aiutarli a salvare il loro mondo. Vengono accontentati, ma uno dei due verrà ucciso.
- X is for Xylophone (Xilofono, diretto da Alexandre Bustillo e Julien Maury): Una donna anziana vede la sua nipotina suonare uno xilofono. Il suono dello strumento influenzerà la sua mente, portandola a squartare la nipote; quando i genitori della bambina ritornano, si ritroveranno davanti a uno spettacolo terribile.
- Y is for Youth (Giovinezza, diretto da Soichi Umezawa): Una giovane ragazza immagina che i suoi genitori vengano uccisi nei modi più svariati.
- Z is for Zygote (Zigote, diretto da Chris Nash): Una donna incinta ha ritardato per 13 anni la nascita di suo figlio e ora vive con un'enorme creatura dentro di lei, che oltre ad essere suo figlio è anche suo amico e confidente, dopo che il marito se n'è andato.